# NGC 219
NGC 219 je galaksija u zviježđu Kit.

## Vanjske poveznice
- SEDS: NGC 0219